# Jeziora Kamysz-Samarskie
Jeziora Kamysz-Samarskie (ros. Камыш-Самарские озёра) - grupa jezior w centralnej części Niziny Nadkaspijskiej w obwodzie zachodniokazachstańskim Kazachstanu. 
Jeziora Kamysz-Samarskie leżą w dwóch rzędach rozdzielonych pagórkowatą grzędą z piasków i glin. Zajmują obszar o długości około 100 km z północy na południe i 60 km ze wschodu na zachód. Są połączone przetokami. Łączna powierzchnia jezior wynosi około 6 km², poszczególne jeziora dochodzą do 6 km długości i 2,5 m głębokości. Niektóre są jeziorami przepływowymi, większość jest bezodpływowa. Woda w jeziorach jest słodkawa (jeziora Gusze-Kułak, Tusze-Kułak i Starickoje), słonawa (jeziora Raim i Saraj) i gorzko-słona (jeziora Sarykułak i Aksor). W jeziorach z wodą słodkawą obficie występują rośliny wodne i ryby. Brzegi jezior są muliste, porośnięte sitowiem. Wokół jezior rozciągają się urodzajne łąki i pastwiska. 
Do Jezior Kamysz-Samarskich uchodzą rzeki Wielki i Mały Uzeń. 
Źródło: 
- Hasło Камыш-Самарские озёра w Wielkiej Encyklopedii Radzieckiej (ros.)